# Gillian Martin
Gillian Martin (* 17. Dezember 1964, verheiratete Gillian Brown) ist eine schottische Badmintonspielerin.

## Karriere
Gillian Martin gewann drei Juniorentitel in Schottland und Bronze bei der Junioreneuropameisterschaft 1983. 1988 wurde sie erstmals schottische Meisterin. Es dauerte jedoch zehn Jahre, bis sie ihren nächsten Titelgewinn feiern konnte. 1985, 1991, 1993, 1995 und 1997 nahm sie an den Badminton-Weltmeisterschaften teil.

## Sportliche Erfolge
| Saison | Veranstaltung                       | Disziplin   | Platz | Name                            |
| ------ | ----------------------------------- | ----------- | ----- | ------------------------------- |
| 1980   | Schottland: Juniorenmeisterschaften | Dameneinzel | 1     | Gillian Martin                  |
| 1981   | Schottland: Juniorenmeisterschaften | Dameneinzel | 1     | Gillian Martin                  |
| 1981   | Schottland: Juniorenmeisterschaften | Damendoppel | 1     | Gillian Martin / Susan Bell     |
| 1983   | Junioreneuropameisterschaft         | Damendoppel | 3     | Gillian Martin / Jennifer Allen |
| 1988   | Schottland: Einzelmeisterschaften   | Dameneinzel | 1     | Gillian Martin                  |
| 1991   | Weltmeisterschaft                   | Mixed       | 17    | Kevin Scott / Gillian Martin    |
| 1998   | Schottland: Einzelmeisterschaften   | Dameneinzel | 1     | Gillian Martin                  |
| 1999   | Schottland: Einzelmeisterschaften   | Dameneinzel | 1     | Gillian Martin                  |